# NGC 6309
NGC 6309 је планетарна маглина у сазвежђу Змијоноша која се налази на NGC листи објеката дубоког неба.
Деклинација објекта је - 12° 54' 37" а ректасцензија 17h 14m 4,3s. Привидна величина (магнитуда) објекта NGC 6309 износи 11,5 а фотографска магнитуда 10,8. NGC 6309 је још познат и под ознакама PK 9+14.1, CS=14., Box nebula.